# Cerbia, Hunedoara
Cerbia este un sat în comuna Zam din județul Hunedoara, Transilvania, România.

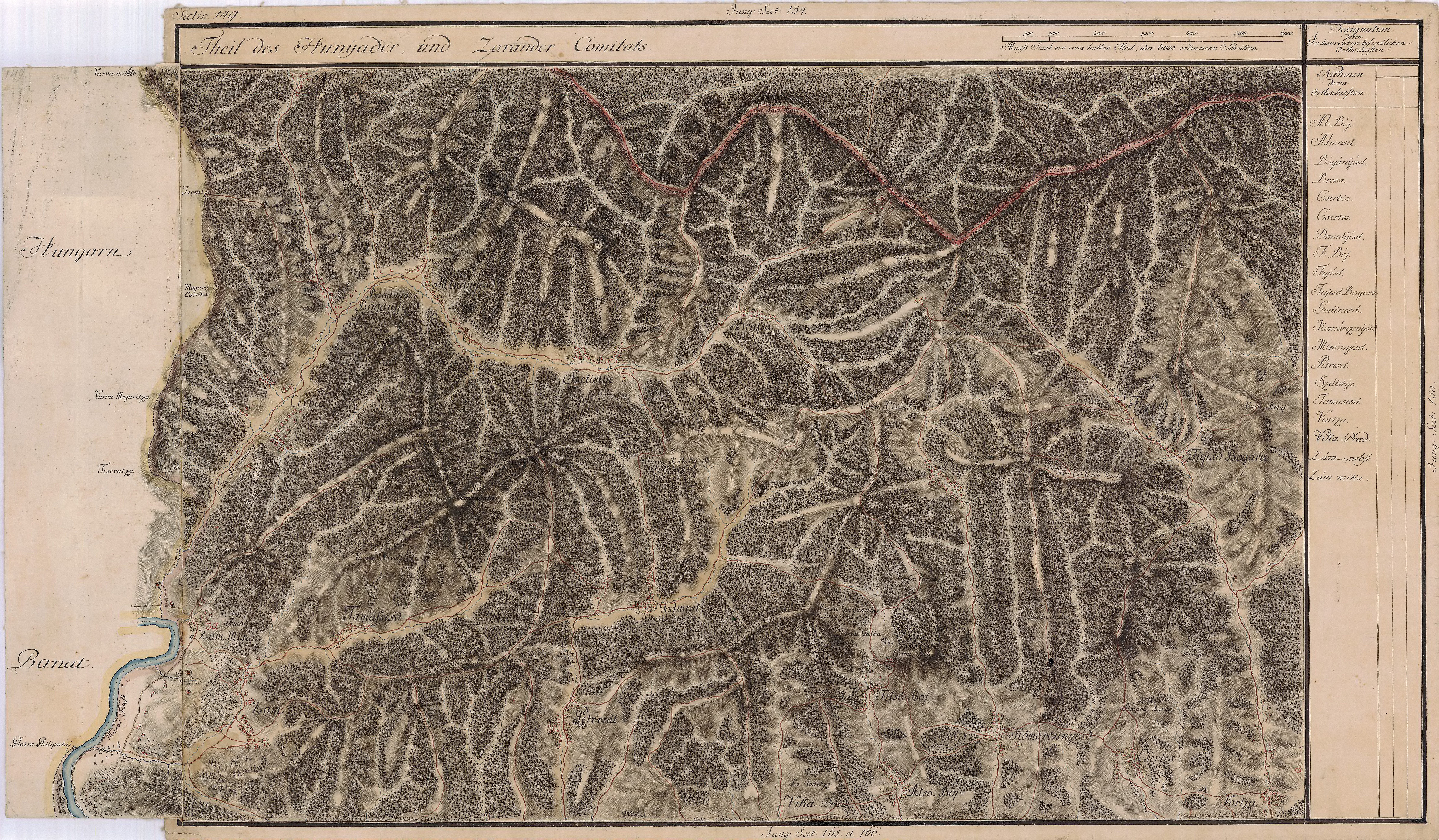
Cerbia în Harta Iosefină a Transilvaniei, 1769-1773

## Galerie de imagini

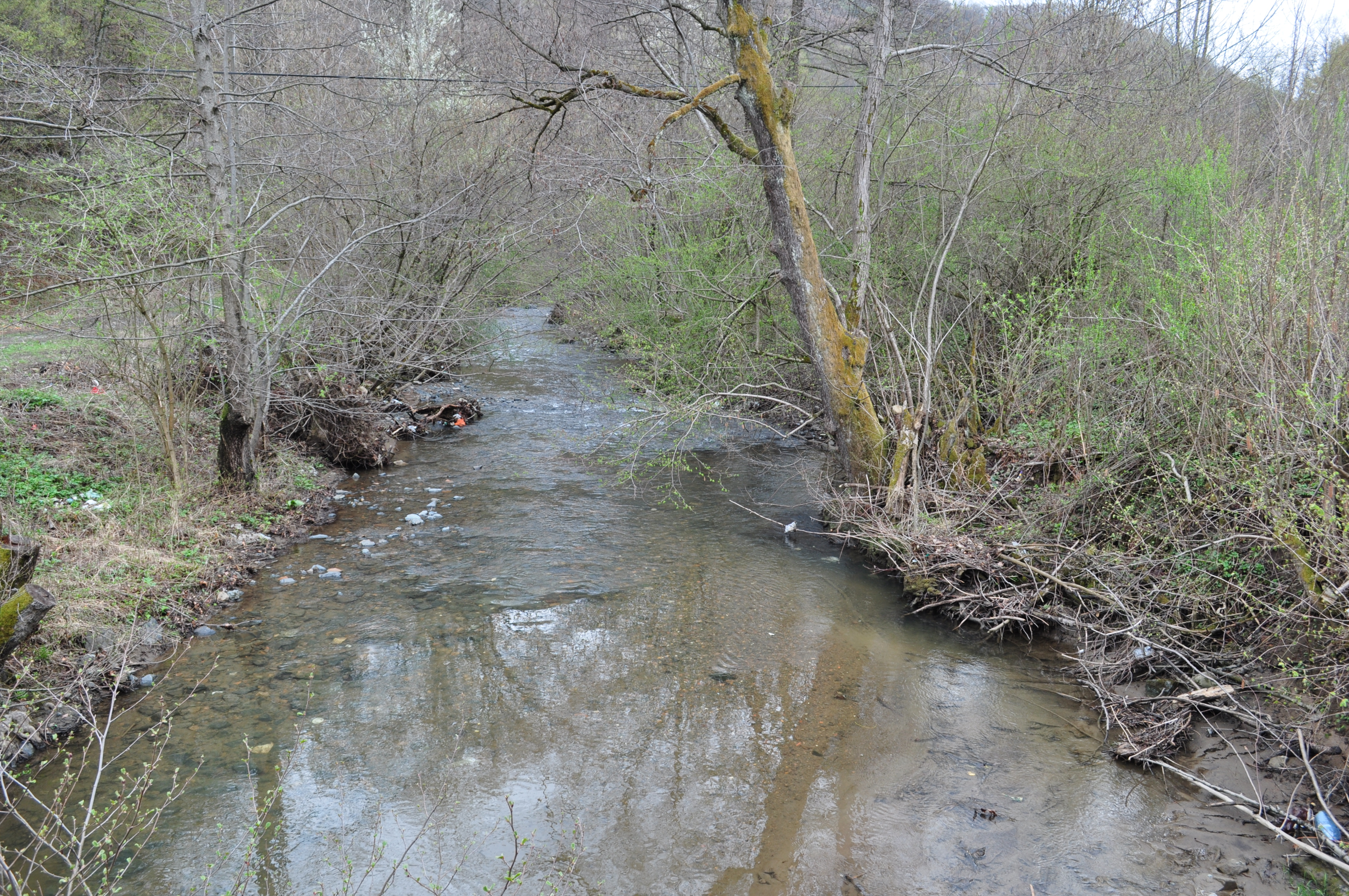
Râul Almaș în apropiere de Cerbia
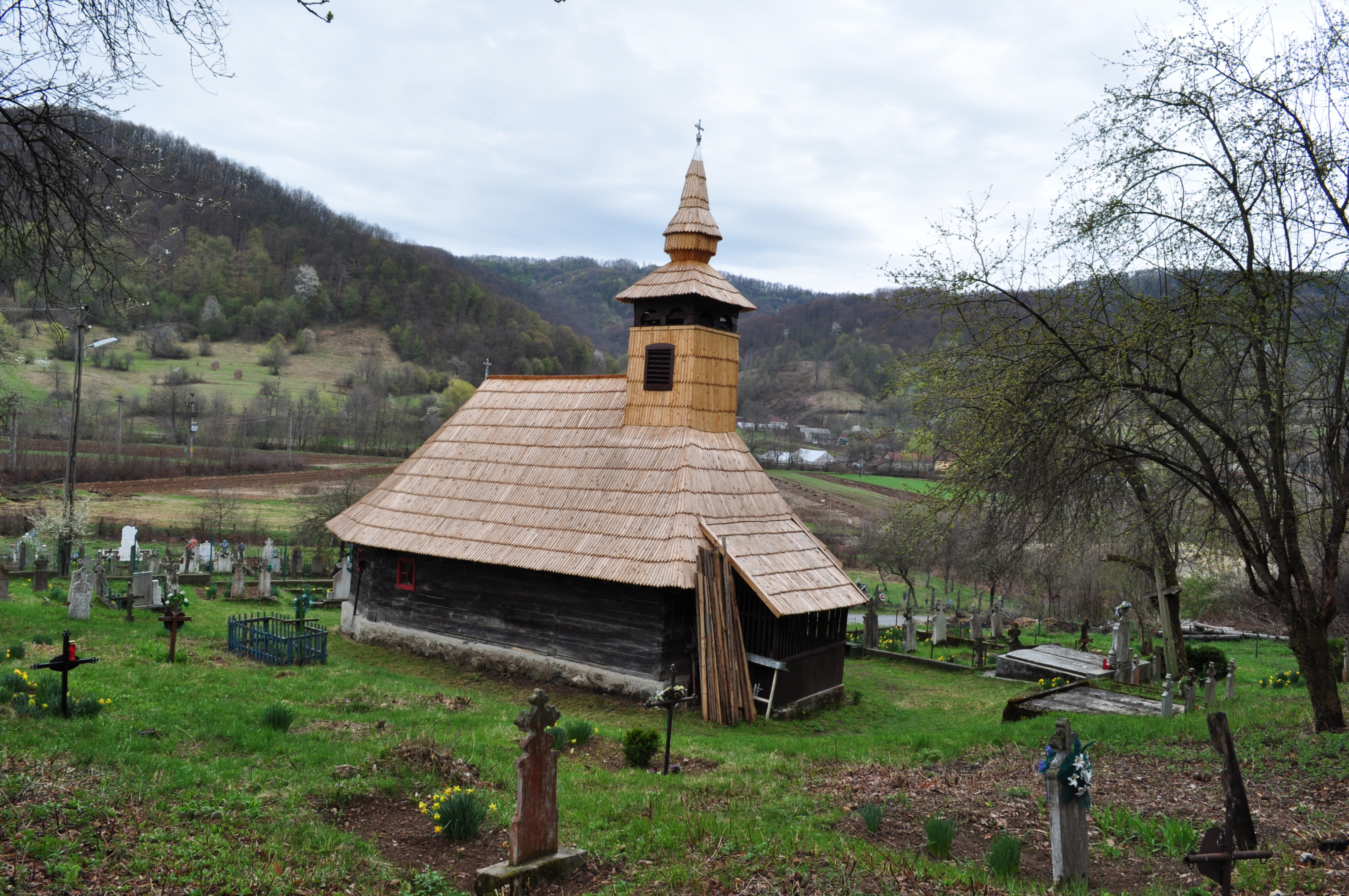
Biserica de lemn și împrejurimile